# Kanton Reims-1
Kanton Reims-1 (fr. Canton de Reims-1) je francouzský kanton v departementu Marne v regionu Grand Est. Tvoří ho pouze část města Remeš. Před reformou kantonů 2014 ho tvořily tři obce a část města Remeš.

## Obce kantonu
před rokem 2015:
- Ormes
- Thillois
- Tinqueux
- Remeš (část)